# Esposizione Universale di Roma
Esposizione Universale di Roma (zkráceně EUR) je jižní předměstí Říma, patřící k městskému obvodu číslo IX. Žije zde okolo deseti tisíc stálých obyvatel.
Výstavba zde začala za vlády Mussoliniho v rámci příprav na světovou výstavu, kterou měl Řím pořádat v roce 1942. Jako hlavní výstavní areál byla vybrána oblast na levém břehu Tibery, kudy vedla silnice spojující centrum města s mořským pobřežím. Práce byly zahájeny 26. dubna 1937, projekt v duchu racionalistické architektury vedl urbanista Marcello Piacentini a podíleli se na něm Giuseppe Pagano, Luigi Moretti a další architekti. Monumentální stavby v historizujícím duchu měly demonstrovat úspěchy fašistického režimu, hlavním materiálem byl tuf a mramor. Vypuknutí druhé světové války znamenalo zrušení světové výstavy a přerušení stavebních prací. EUR bylo dokončeno až před olympiádou 1960, kdy zde vznikla sportovní hala PalaLottomatica a olympijský velodrom.
Nachází se zde umělé jezero s parkem, bazilika sv. Petra a Pavla, reprezentační budovy jako Palazzo della Civiltà Italiana (od roku 2015 ředitelství firmy Fendi), Palazzo dei Congressi a Torri Ligini, Muzeum římské civilizace nebo závodní okruh Circuito Cittadino dell'EUR. EUR patří k nejdůležitějším administrativním čtvrtím italské metropole, sídlí zde firmy jako Eni, UniCredit nebo Cofindustria, ministerstva zdravotnictví a životního prostředí i italský státní archiv. Vlastníkem areálu je společnost Eur SpA, která je společným majetkem italského ministerstva hospodářství a římského magistrátu.
Ve čtvrti se natáčely filmy jako Zatmění, Osm a půl nebo Hudson Hawk.